# Elnaz Rekabi
Elnaz Rekabi (persisch الناز رکابی; * 20. August 1989 in Zandschan) ist eine iranische Sportkletterin.

## Karriere
Rekabi begann mit 13 Jahren zu klettern. Sie tritt in den Disziplinen Lead, Bouldern und Speed an. Ihr erster internationaler Wettkampf waren die Asia Indoor Games 2007 in Macau, bei denen sie im Lead 12. wurde. Im Jahr 2013 holte Rekabi im Bouldern die Silbermedaille und 2014 im Lead die Bronzemedaille bei den Kletterasienmeisterschaften. 2016 wurde Rekabi die erste professionelle Sportkletterin Irans, die am Kletterweltcup teilnahm. Zuhause stieß sie zuvor auf Schwierigkeiten, da sie keine weiblichen Trainingspartnerinnen fand und es ihr nicht erlaubt war, mit dem iranischen Männerteam zu trainieren. Außerdem kreierte sie eigene Outfits, die es ihr erlaubten, ihre Haare zu verschleiern, wie es seit der Islamischen Revolution 1979 im Iran für Frauen obligatorisch ist, aber zeitgleich uneingeschränkt klettern zu können. Ihr erster Weltcup war 2016 in Meiringen, wo sie den 51. Platz im Bouldern erreichte.
2017 wurde sie bei den Asienmeisterschaften in Teheran Vierte im Lead. Beim Asia Cup 2017 in Wanxianshan wurde sie Erste im Bouldern und Dritte im Lead. Bei den Kletterweltmeisterschaften 2021 in Moskau gewann sie die Bronzemedaille in der Kombination. Bei den Asienmeisterschaften in Seoul wurde sie am 16. Oktober 2022 Vierte in der Kombination (Bouldern und Lead).

## Ereignisse um die Asienmeisterschaften 2022
Bei den Asienmeisterschaften 2022 in Seoul trat sie im Finale erstmals komplett ohne das für sie obligatorische Kopftuch an. Dies wurde von Beobachtern als Protestaktion bzw. Solidaritätsbekundung mit den landesweiten Aufstände im Iran nach dem Tode Mahsa Aminis gewertet. Die ARD-Journalistin Natalie Amiri teilte auf Twitter mit: „Das ist eine Revolution im iranischen Profisport. Elnaz Rekabi tritt beim Finale der Asienmeisterschaften im Bouldern als Nationalsportlerin der islamischen Republik OHNE Kopftuch an. Die Frage ist, ob sie jetzt wieder zurückkehren kann oder wird.“ Sie war nach Boxerin Sadaf Khadem 2019 erst die zweite iranische Sportlerin, die die Kopftuch-Pflicht bei einem internationalen Wettkampf missachtet hat.
Kurz nach Rekabis Einsatz bei den Asienmeisterschaften konnten ihre Angehörigen sie nicht mehr erreichen, sie galt als vermisst. Sie und das restliche iranische Team hätten das Hotel in Seoul Berichten zufolge überstürzt verlassen. Offenbar sei sie in die iranische Botschaft gebracht worden, wo ihr Reisepass und Handy eingezogen worden sein sollen.
Rekabi teilte am 17. Oktober eine kurze Stellungnahme auf Instagram, in der sie schrieb, sie habe das Kopftuch „unabsichtlich“ nicht getragen, sie wolle keine Aufmerksamkeit erregen und sei jetzt mit ihrem Team auf dem Weg zurück in den Iran. Von westlichen Beobachtern und Kritikern des iranischen Regimes wurde vermutet, dass ihre Äußerung erzwungen worden war. Die International Federation of Sport Climbing (IFSC) gab am 18. Oktober bekannt, in Kontakt mit Rekabi zu stehen. Das iranische Nationale Olympische Komitee habe außerdem versichert, dass sie keine Konsequenzen zu befürchten habe.
Am 19. Oktober flog Rekabi zurück nach Teheran. Sie wurde am Flughafen um drei Uhr morgens von einer Menschenmenge begrüßt, die ihren Mut feierte, das Kopftuch abzulegen. Dabei trug sie kein Kopftuch, sondern versteckte ihr Haar unter einem Baseballcap und einem Kapuzenpullover. Sie gab daraufhin dem iranischen Staatsfernsehen ein Interview.
Der IFSC berichtete kurz darauf, gemeinsam mit dem Internationalen Olympischen Komitee (IOC) und dem Iranischen Nationalen Olympischen Komitee mit Rekabi gesprochen zu haben. Es sei versichert worden, dass sie in Sicherheit sei und weiterhin trainieren dürfe. Diesem Statement widersprach jedoch eine anonyme Quellen in einem Bericht der BBC. Rekabi sei mit der Enteignung des Familienbesitzes gedroht worden und sie befinde sich unter Hausarrest.
Am 21. Oktober bedankte sich Rekabi in einer weiteren Stellungnahme auf Instagram für die Unterstützung und die Begrüßung am Flughafen in Teheran. Dabei blieb weiterhin unklar, wie frei sich Rekabi äußern darf – zum fehlenden Kopftuch sagte sie nichts. Am Rande des Kletterweltcups in Morioka (Japan) äußerten verschiedene Kletterinnen, darunter Brooke Raboutou und Oriane Bertone, ihre Unterstützung für Rekabi, befürchteten aber auch, dass sie sich nicht in Sicherheit befinde.
Anfang Dezember 2022 zirkulierte in den Sozialen Medien ein Video, das mutmaßlich die Trümmer des zerstörten Hauses der Familie Rekabi zeigte. Über die halboffizielle Nachrichtenagentur Tasnim wurde bestätigt, dass das Haus abgerissen worden sei. Als Begründung wurde eine fehlende Baugenehmigung genannt.
Im Juni 2023 trat sie in Brixen erstmals wieder an einem Weltcup an. Sie erreichte den 41. Platz und kletterte mit Kopftuch. Bei den Weltmeisterschaften im August 2023 in Bern wurde sie 37. im Lead, 17. im Bouldern und 24. in der Kombination. Seither tritt sie wieder regelmäßig im Welt- und im Asiencup an.